# التبني في روما

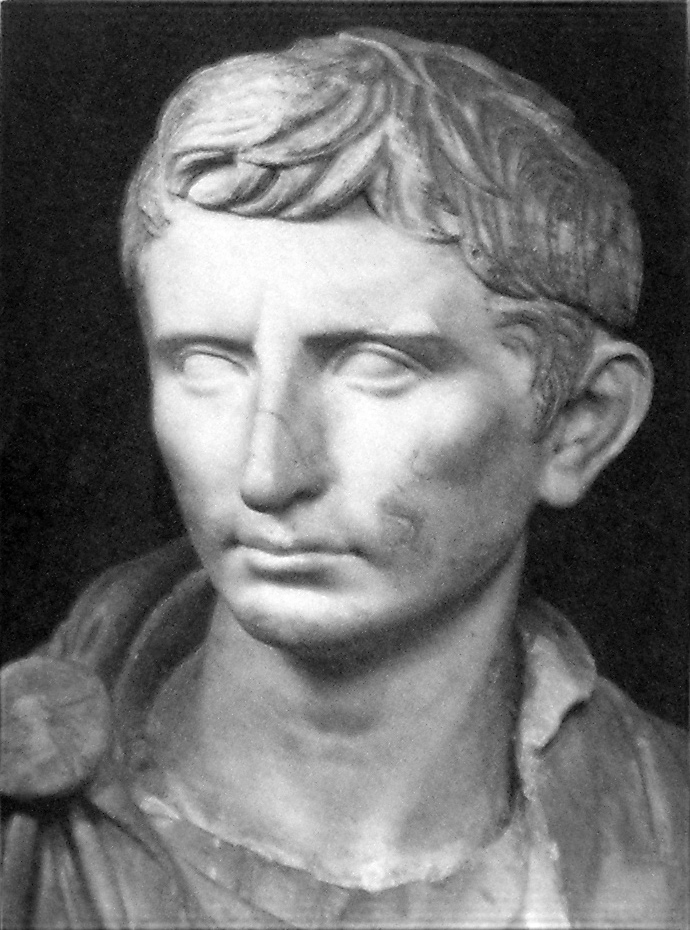
أوغسطس الإمبراطور الأول للإمبراطورية,المتبني الروماني الأكثر شهرة

التبني في روما أعتبر  تبني الأولاد إجراءً شائعًا في روما القديمة ، لا سيما في الطبقة العليا في مجلس الشيوخ . بسبب الحاجة إلى الوريث الذكر ووجود قواعد تشترط بشدة وجود ابن واحد على الأقل .ولذلك ساعد التبني على تقوية الروابط بين العائلات، وبالتالي دعم وتعزيز التحالفات. واشتراط وجود ذكر للتبني ادى إلى أن تبني الفتيات كان أقل شيوعا.

## الأسباب
```
روما
 كان يحكمها عدد مختار من العائلات القوية، وكان واجب على كل عضو في مجلس الشيوخ هو أن ينجب الأبناء لترث اسم 
العائلة
 والتقاليد السياسية.
```

## ممارسة
في القانون الروماني، كانت سلطة منح الأطفال للتبني واحدة من القوى المعترف بها في رب الأسرة . وعادة ما يكون الصبي المتبنى يتمتع بصحة وقدرات مثبتة.). 

## تتابع الإمبراطورية
في الإمبراطورية الرومانية، كان التبني هو الطريقة الأكثر شيوعًا للانضمام إلى العرش بدون استخدام القوة.